# BM Antequera
BM Antequera (pełna nazwa:Club Balonmano Antequera ) – męski klub piłki ręcznej z Hiszpanii, powstał w 1994 roku w Antequera. Klub występował w hiszpańskiej Lidze ASOBAL.